# گمینا اوستروویتسه
گمینا اوستروویتسه (به لهستانی:  Gmina Ostrowice) یک گمینا در لهستان است که در شهرستان دراوسکو واقع شده‌است. گمینا اوستروویتسه ۱۵۰٫۴۲ کیلومتر مربع مساحت و ۲٬۵۳۱ نفر جمعیت دارد.